# Nashorn
De Nashorn, Sd.kfz. 164, was een zware tankjager, geproduceerd door Duitsland tijdens de Tweede Wereldoorlog. Hij werd ontwikkeld in 1942 op het onderstel van de Panzerkampfwagen III/IV en uitgerust met een 88mm-antitankkanon (PaK 43/L71). Er bestaan er nog maar drie van: een in Rusland, een in Amerika en een derde is in Nederland gerestaureerd.

## Ontwikkeling
In februari 1942 kreeg de firma Alkett in Berlijn de opdracht tot het bouwen van een zwaar mobiel antitankgeschut. Eerst ontwikkelde het de Geschützwagen III/IV, genoemd naar de samenstelling uit onderdelen van de Panzerkampfwagen III en de Panzerkampfwagen IV. Hetzelfde chassis werd later ook gebruikt voor de ontwikkeling van de Sd.Kfz.165 Hummel gemotoriseerde artillerie. Er werd een 88mm-Panzerabwehrkanone (PaK) 43/1 L/71 op geplaatst met een schuin aflopend beschermingsschild en het voertuig had een open dak. Het kanon kon 15° naar links en naar rechts draaien en 30° omhoog. Om genoeg ruimte te creëren voor het geschut werd de motor van achter naar het midden van het voertuig verplaatst.
De Sd.kfz. 164 werd geïntroduceerd in oktober 1942 en werd voor het eerst geproduceerd in 1943. Hij kreeg de bijnaam Nashorn (neushoorn). De Nashorn werd tot het eind van de oorlog geproduceerd. In totaal zijn 494 stuks gebouwd.

## Varianten
De Nashorn werd vanaf mei 1943 onder de naam Hornisse aan de eenheden geleverd. Op 27 januari 1944 liet Adolf Hitler de naam wijzigen in Nashorn, maar in de KStN (soort organigrammen van de Wehrmacht) werd de Nashorn nog tot laat in de oorlog als Hornisse aangeduid. Er zijn geen echt verschillende varianten van de Nashorn gebouwd, maar er is wel onderscheid te maken tussen vroege exemplaren en standaardexemplaren. De eerste twintig geproduceerde Nashorns zijn geleverd met een iets afwijkend kanon, samen met een paar kleine verschillen.
Verschillen gevonden tussen de twee producties: de vroege variant had een grote uitlaatdemper op de achterzijde van het voertuig, die op de standaarduitvoering ontbreekt. De standaardvariant had bij de trap aan de achterzijde slechts een trede die in het midden zat, terwijl de vroege variant een trapje met twee treden had die iets meer rechts uit het midden hangt. De reservewielen van het voertuig zaten bij de vroege variant op de voorkant van de opbouw en bij de standaardvariant op de achterzijde. Ook waren de hijsogen van de standaard ±25 cm naar voren geplaatst. Voor de rest gebruikte de vroege variant de transportsteun voor het kanon van de Hummel, waren er vierkante kasten achterin onder het pantser geplaatst, net boven het spanwiel, en had de vroege versie twee koplampen, terwijl de standaardversie er maar een had. Ook is bij de latere Nashorns een verschil in de toprolwielen te zien; door schaarste van rubber naar het einde van de oorlog zijn de standaard Nashorns vaak uitgerust met stalen toprolwielen, in plaats van toprolwielen van rubber.